# Lovers Point
 (janvier 2021).
Lovers Point – ou Lover's Point – est un cap américain situé à Pacific Grove, dans le comté de Monterey, en Californie. Formé par la côte nord de la péninsule de Monterey, il s'avance dans la baie de Monterey, une baie de l'océan Pacifique.
Avant la création de la municipalité de Pacific Grove, le cap s'appelait Lovers of Jesus Point.
La réserve marine Lovers Point-Julia Platt est située sur le cap de Lovers Point. Chaque printemps, les parties végétalisée du cap se recouvrent de Drosanthemum violettes.
En 2022, deux attaques de requin ont lieu à deux mois de décalage dans les eaux du cap, alors que la dernière attaque remontait à 1952. L'attaque du 7 décembre 1952 constitue par ailleurs la première attaque de requin dans les registres officiels de la Californie. La photo du corps de la victime lors de l'autopsie apparaît dans le film Les Dents de la mer (1975).